# Полимекс
Полимекс (тур. Polimeks) — турецкая строительная компания. Полное наименование — «Полимекс Иншаат Таахут ве Санаи Тиджарет А. Ш.». Штаб-квартира компании расположена в Стамбуле.

## История
Компания основана в 1995 году. В том же году компания начала свою деятельность в Туркменистане — с проекта ландшафтных работ министерства здравоохранения.
Компания занимает первое место в Туркменистане по заключенным контрактам на строительство зданий. По данным на конец сентября 2011 года компания построила 109 объектов, из них 106 возведены в Туркменистане.
Среди проектов компании в Туркменистане — Монумент Независимости Туркменистана, Арка Нейтралитета, Монумент Конституции Туркменистана, Телерадиовещательный центр «Туркменистан», Культурно-развлекательный центр «Алем», аэропорт Туркменбаши, Дворец бракосочетаний «Багт кошги», Фонтанный комплекс «Огузхан и сыновья», Главный флаг Туркменистана и множество других крупных объектов. В январе 2013 года компания получила крупный контракт на строительство аэропорта в Ашхабаде стоимостью 2,2$ млрд, это самый крупный строительный проект, доверенный турецкой фирме за рубежом.
В 2007 году в Москве, компанией был построен первый в России отель под управлением Ritz-Carlton, на месте снесённого высотного здания гостиницы «Интурист», в начале Тверской улицы. В Турции компания построила отель в Эскишехире, а в Казахстане — бумажную фабрику.
Компания имеет представительства в Туркменистане, Казахстане и Китае.

## Собственники и руководство
Основные владельцы компании:
Председатель совета директоров компании — Эрол Табанджа. Заместители председателя — Джем Сияхи и Абдулла Гёзенер.

## Деятельность
По версии американского журнала Engineering News Record компания Полимекс занимает 59 место в рейтинге «225 крупнейших международных подрядчиков».